# هارولد استنلی
هارولد استنلی (به انگلیسی: Harold Stanley) (زاده ۲ اکتبر ۱۸۸۵ - درگذشته ۱۴ مه ۱۹۶۳) کارآفرین، بانکدار و مدیر اجرایی آمریکایی بود، که در سال ۱۹۳۵ شرکت خدمات مالی مورگان استنلی را، با مشارکت هنری استارجیس مورگان تأسیس نمود. وی دانش‌آموخته دانشگاه ییل بود و تا سال ۱۹۵۵ در مورگان استنلی فعالیت می‌کرد.

### اوایل زندگی
استنلی در گریت بارینگتون، ماساچوست، از ویلیام استنلی جونیور و لی لی کورتنی استنلی بدنیا آمد. او در سال ۱۹۰۴ از دبیرستان Hotchkiss و در سال ۱۹۰۸ از دانشگاه ییل فارغ‌التحصیل شد. هارولد استنلی عضو محفل مخفی جمجمه و استخوان بود.

### حرفه
او در سال ۱۹۱۶ معاون بخش اوراق قرضه شرکت گارانتی تراست نیویورک شد و در نهایت این بخش را به یک شرکت اوراق بهادار جداگانه و فرعی به نام شرکت گارانتی تبدیل کرد و در آنجا با همکاری جی پی مورگان جونیور در سال ۱۹۹۸ کار می‌کرد. در سال ۱۹۲۷، مورگان از استنلی دعوت کرد تا در شرکت او شریک شود و جایگزین دوایت مورو شود که سفیر ایالات متحده در مکزیک شده بود. او نام خود را بعنوان رهبر صنعت بانکداری سرمایه‌گذاری در J.P. Morgan مطرح کرد و این شرکت را به یک بازیگر قوی در عرضهٔ اوراق بهادار و به ویژه بازار اوراق قرضه تبدیل کرد، به‌ویژه پس از اینکه قانون گلس-استگال بانکداری تجاری و سرمایه‌گذاری را جدا کرد. در سال ۱۹۳۵ استنلی با همراهی با هنری استورگیس مورگان، نوه جی پی مورگان و پسر جی پی مورگان جونیور، به تأسیس شرکت مورگان استنلی کمک کرد تا تجارت اوراق بهادار را که باید بر طبق قانون گلس-استگال توسط شرکت جی پی مورگان رها می‌گردید را در شرکت مورگان/استنلی آغاز نموده و شریک ارشد شرکت جدید گردید.
استنلی در شهادت خود در دهه ۱۹۴۰ با موفقیت از صنعت بانکداری در برابر اتهامات دولت مبنی بر ضد رقابتی بودن آن دفاع کرد.